# Grossziethen
Ej att förväxla med orter med namnet Gross-Ziethen. För andra betydelser, se Ziethen.
Grossziethen (tysk stavning: Großziethen) är en ort 15 km söder om centrala Berlin och en kommundel (Ortsteil) i Schönefelds kommun i Landkreis Dahme-Spreewald, Brandenburg, Tyskland. Kommundelen har 7 380 invånare (2009) och är en del av Schönefelds kommun sedan 2003. Till kommundelen hör även den mindre grannbyn Kleinziethen.

## Geografi
Orten omges på tre sidor av Berlins stadsdelar Lichtenrade, Buckow och Rudow, där även gränsen mot Västberlin tidigare gick. Grossziethen utgör den nordligaste punkten i det administrativa länet Landkreis Dahme-Spreewald.
Området domineras av jordbruksmark och har under senare år bebyggts med flera nya bostadsområden, bland annat Gartenstadt Grossziethen som ligger i omedelbar anslutning till bebyggelsen i Berlinstadsdelen Buckow. Sydost om orten ligger en större kulle, Weinberg.

## Historia

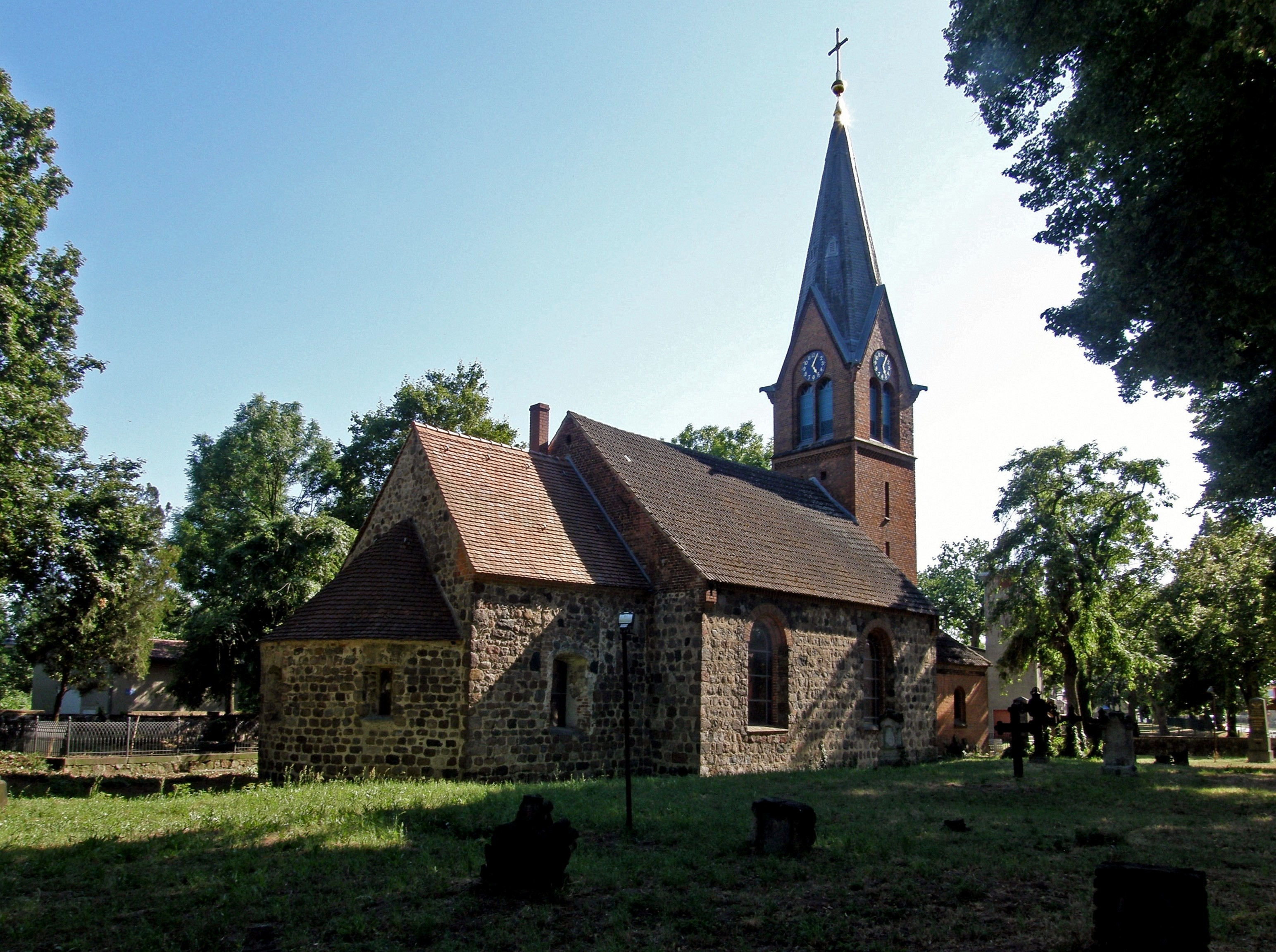
Grossziethens bykyrka.

Byn grundades omkring år 1300 under länsherren Jacobus de Cziten och finns omnämnd i Karl IV:s landbok från 1375. Bykyrkans äldsta delar är från denna tid, och ortens centrala delar har fortfarande kvar den traditionella bystrukturen med hus omkring en långsträckt bygata och en central öppen plats med bykyrkan i mitten. I sydöstra delen av bykärnan ligger herrgårdsparken, som har sitt ursprung i ett herresäte från 1300-talet, vilket bland annat tillhört familjen von Bredow, fältmarskalken Gebhard Leberecht von Blücher och familjen von Bülow (1879-1894).
1938 fick byn anslutning till Berlins godsringbana. Från 1948 till 1958 bedrevs här persontrafik, men sträckan lades ned under Berlins delning då denna sträcka av ringbanan flera gånger korsade sektorgränsen mellan de amerikanska och sovjetiska sektorerna. I samband med Berlinmurens uppförande 1961 revs spåren upp. Ringbanans funktion övertogs istället av den längre söderut belägna Berliner Aussenring. Gatunamnet Am alten Bahndamm påminner idag om den tidigare järnvägsstationens läge.
Under andra världskriget begravdes omkring 200 sovjetiska krigsfångar och tvångsarbetare på byns kyrkogård, samt fyra sovjetiska soldater.

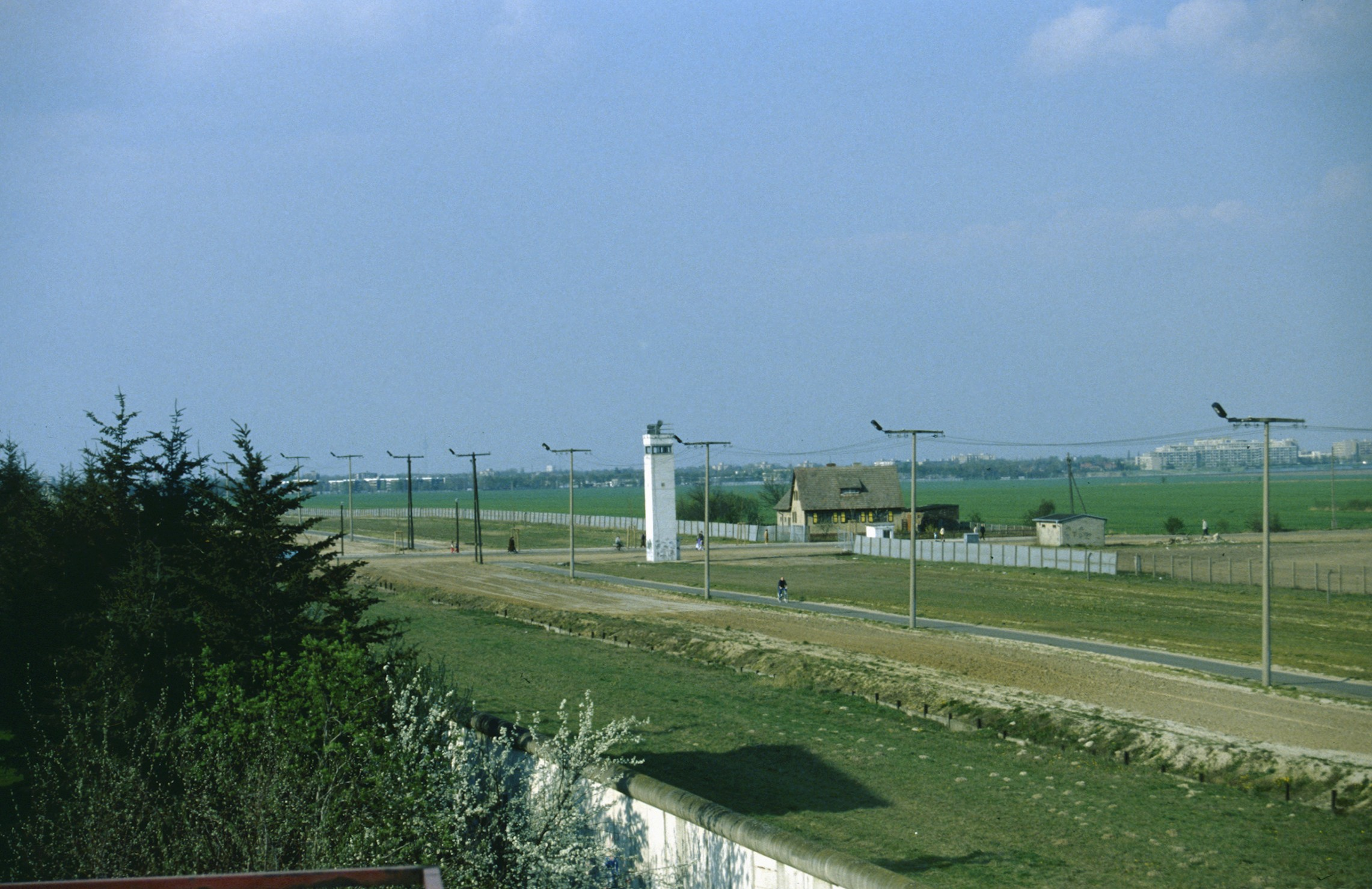
Berlinmuren och gränsövergången Lichtenrader Strasse 1990, strax efter gränsens öppnande.

Under Tysklands ockupation och delning 1945-1990 låg Grossziethen i Östtyskland, omedelbart söder om Västberlin, så att Grossziethen på tre sidor omringades av Berlinmuren och låg avsides i förhållande till Östberlin. Administrativt var Grossziethen från 1952 fram till Tysklands återförening en kommun i Kreis Königs Wusterhausen i Bezirk Potsdam. I början av 1970-talet anlades Grossziethens avfallsdeponi på kommunens område omedelbart utanför Västberlins gräns, och sopleveranserna hit från Västberlin skedde via en egen gränsövergång.
Orten har sedan Berlinmurens fall åter blivit en förort till Berlin och har sedan dess också dubblat sin befolkning genom nybyggnation av bostäder. 2003 införlivades Grossziethens kommun i Schönefelds kommun.